# Albert Cahn
Albert Cahn (* 1816 in Bonn; † 1886 in Plittersdorf) war ein deutsch-jüdischer Bankier, der sein erhebliches Vermögen in caritative Stiftungen einbrachte und als Bauherr eines bedeutenden neugotischen Wohnhauses, der Villa Cahn bekannt ist.

## Leben
Albert Cahn wurde 1816 als Abraham Cahn in Bonn geboren. Er entstammte einer wohlhabenden jüdischen Bankiersfamilie. Sein Großvater Jonas Cahn hatte in Bonn ein Bankhaus gegründet, das Albert später gemeinsam mit seinem Bruder führte. Seine Ehefrau Ernestine starb 1861 nach nur dreijähriger Ehe; die beiden hatten keine Kinder. Offenbar wurde Cahn in dieser Zeit ein Anhänger der Assimilation deutscher Juden, was sich in der Annahme des Namens „Albert“ ausdrückte. Auch einige architektonische und dekorative Details seiner 1868 bis 1870 errichteten Villa lassen sich in diesem Sinne deuten.

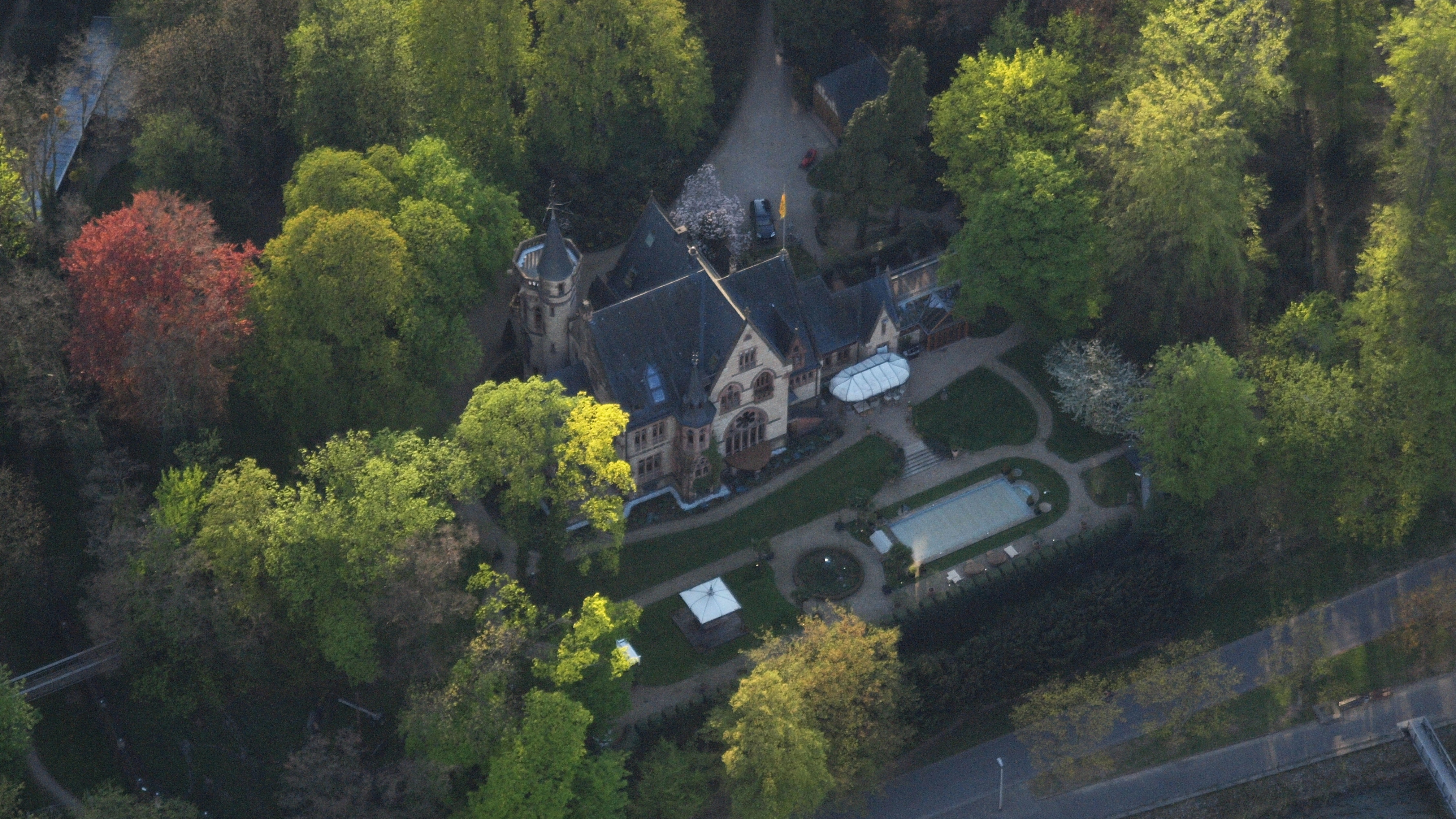
Villa Cahn – Luftbild

In seinem Testament vermachte er die Villa der Familie seiner Schwester und beabsichtigte offenbar, eine Art „Stammsitz“ für die Familie zu begründen. Außer in die Villa und seine Kunstsammlung hatte Albert sein Vermögen in mildtätige Stiftungen investiert und sich auch in diesem Sinne ehrenamtlich engagiert.
Cahn war Stadtverordneter in Bonn. Gemäß seiner testamentarischen Verfügung wurde Cahn eingeäschert und die Urne im Park der Villa beigesetzt, eine seinerzeit für Christen, aber gerade auch für Juden sehr ungewöhnliche und umstrittene Vorgehensweise. Das Grab wurde 1936 oder 1937 von den Nationalsozialisten geschändet, die Überreste des Grabmals versetzte man nach dem Krieg auf einen jüdischen Friedhof in Frankfurt am Main.
Er stiftete das Geld für ein Grundstück in Bonn-Plittersdorf, auf dem das Altenwohnheim Haus Emmaus gebaut wurde. Dort ist der Albert-Cahn-Weg nach ihm benannt.